# Вулиця Вітовського (Калуш)
Вулиця Віто́вського — вулиця в Калуші, в мікрорайоні Новий Калуш.

## Розташування
Простягається від вул. Чорновола до вулиці Мостиська, де переходить у вулицю Глібова. До неї прилучаються вулиці (від початку до кінця):

справа:
- Фабрична
- Банянська
- Мендєлєєва

зліва:
- Чорновола
- Бобинського
- Героїв України
- Чайковського
- Тисовського
- Мостиська

Вулиця є ділянкою Автошляху Р-84.

## Історія
Вулиця створювалася, починаючи з XVIII ст., — разом з розбудовою колонії Новий Калуш для працівників солевидобувної шахти. 1 січня 1925 року при включенні колонії у склад міста отримала назву вулиця Новий Калуш. В реєстрі вулиць Калуша 1940 року має № 44, знаходились садиби № 782-859. Комуністичний режим 14.03.1947 перейменував вулицю на честь Пархоменка. Вулиця була вкрита гранітною бруківкою і тротуарами. Слід зазначити, що на вулиці знаходилась початкова школа.
Справжній будівельний бум розпочався в післявоєнний період у 1950-их, коли була ущільнена забудова вулиці.
7.06.1987 р. кінцева частина вулиці провалилась у закриту соляну шахту, яка була злочинно затоплена комуністами водою замість насиченого соляного розсолу. Тоді вцілілі жителі кінцевої частини розібрали хати.
3.12.1992 вулиця названа на честь Дмитра Вітовського.
У 2000-х провалля засипали, відновили проїзд, пізніше заасфальтували. Періодично на прилеглій території утворюються карстові лійки.
27.04.2023 до вулиці приєднані сусідні закавулки — Мендєлєєва і Рилєєва.

## Транспортне сполучення
Після 10-річної перерви в 2018 р. відновлений рух автобусів маршруту № 8Б. Вулиця має зручне транспортне сполучення із центральною частиною міста (через вул. Чорновола), з Новим Калушем (через вул. Бобинського, вул. Героїв України і вул. Мостиська), з районом Баня (через вулицю Банянську) та з копанківським напрямком (їдуть маршрут № 1А, приміські і львівські автобуси).

## Сучасність
Вулиця садибної забудови, наявне колишнє будівельне управління, пустир на місці провалля.